# Старо-Руднянська волость (Городнянський повіт)
Старо-Рудненська волость (Хотуницька волость) — історична адміністративно-територіальна одиниця Городнянського повіту Чернігівської губернії з центром у селі Хотуничі.
Станом на 1885 рік складалася з 19 поселень, 11 сільських громад. Населення — 7953 осіб (3909 чоловічої статі та 4044 — жіночої), 1433 дворових господарства.
|                     | Площа, десятин | У тому числі орної, дес. |
| ------------------- | -------------- | ------------------------ |
| Сільських громад    | 10383          | 8920                     |
| Приватної власності | 8974           | 5145                     |
| Іншої власності     | 48             | 36                       |
| Загалом             | 19405          | 14101                    |

Основні поселення волості:
- Хотуничі — колишнє державне та власницьке село за 12 верст від повітового міста, 1324 особи, 255 дворів, православна церква, школа, 12 вітряних млинів.
- Камка — колишнє державне та власницьке село, 828 осіб, 133 двори, постоялий будинок.
- Конотоп — колишнє державне та власницьке село при річці Снов, 684 особи, 120 дворів, вітряний млин.
- Петрівка — колишнє державне та власницьке село, 1316 осіб, 225 дворів, православна церква, постоялий будинок, лавка, водяний і 4 вітряних млини.
- Смяч — колишнє державне та власницьке село при річці Снов, 1150 осіб, 203 двори, православна церква, вітряний млин.
- Стара Рудня — колишнє державне та власницьке село при річці Смяч, 1067 осіб, 203 двори, православна церква, 3 постоялих будинки, лавка, водяний і 2 вітряних млини, крупорушка.
- Хрипівка — колишнє власницьке село при річці Чибрис, 820 осіб, 187 дворів, православна церква, 5 вітряних млинів.

Наприкінці XIX сторіччя волосне правління перенесено до села Стара Рудня, волость отримує назву Старорудненська.
1899 року у волості налічувалось 33 сільські громади, населення зросло до 11559 осіб (5464 чоловічої статі та 6095 — жіночої).